# Kępiny (Polanów)
Kępiny (deutsch Neumühlenkamp) ist ein Dorf in der polnischen Woiwodschaft Westpommern und gehört zur Stadt- und Landgemeinde Polanów (Pollnow) im Powiat Koszaliński (Köslin).

## Geographische Lage
Kępiny liegt 12 Kilometer südlich von Polanów und 11 Kilometer nördlich von Bobolice (Bublitz) an der Woiwodschaftsstraße 205. Bis 1945 bestand Bahnanschluss für Güterverkehr in Breitenberg (heute polnisch: Gołogóra) an der Kleinbahnstrecke der Schlawer Bahnen. Nachbarorte von Kępiny sind Żydowo (Sydow) im Norden, Gołogóra im Osten, Drzewiany (Drawehn) im Süden und Stare Borne (Hohenborn) sowie Górawino (Gerfin) im Westen.
Kępiny liegt auf einer abfallenden Grundmoränenstufe in einer Höhe von 127 Metern über NN., unweit des 158 Meter hohen früher so genannten Schlossberg.

## Geschichte
Das heutige Kępiny ist im 19. Jahrhundert als Ansiedlung aus einem Weiler von vier Kossätenhöfen an einer Wassermühle entstanden. Der Mühlenteich wurde mit Quellwasser vom Schlossberg durch den Schlossgraben und die Schlucht der Kaminsees (Jezioro Kamienne) über mehrere kleine Teiche gespeist. Die Abwasser flossen in einem breiten Bach in den Niedersee (Jezioro Kwiecko).
Die Mühle ist eine ehemalige, zum früheren Lehen Sydow gehörenden Pachtmühle, die seit 1868 im Besitz der Familie Hasse war. Letzter Müller vor 1945 war der Schwiegersohn Paul Krüger. Zuletzt zählte das kleine Dorf 13 Höfe.
Bereits nach dem Ersten Weltkrieg wurde das Gelände durch den Kösliner Segelflug-Sportverein als sehr geeignet für diesen Sport entdeckt. Auf dem Mühlengrundstück entstand eine Halle zum Unterstellen der Flugzeuge. Auch Schülerunterkünfte wurden errichtet. Noch in den Jahren 1940/41 erbaute man eine neue Halle und Gebäude für Unterkunft- und Schulungszwecke. Der Zweite Weltkrieg jedoch unterbrach die lebhaften sportlichen Tätigkeiten der Segelfliegerschule, und 1944 wurden hier dann ostpreußische Flüchtlinge untergebracht.
Vor 1945 war Neumühlenkamp ein Ortsteil der Gemeinde Sydow (Żydowo) im gleichnamigen Amts- und Standesamtsbezirk sowie im Amtsgerichtsbereich Pollnow. Der Ort gehörte damals zum Landkreis Schlawe i. Pom. im Regierungsbezirk Köslin der preußischen Provinz Pommern. 
Nach 1945 kam Neumühlenkamp als Kępiny unter polnische Verwaltung. Der Ort wurde Teil der Stadt- und Landgemeinde Polanów im Powiat Koszaliński der Woiwodschaft Westpommern (bis 1998 Woiwodschaft Köslin).

## Kirche
Bis 1945 war Neumühlenkamp mit seinen fast ausnahmslos evangelischen Einwohnern Teil der Kirchengemeinde Sydow im gleichnamigen Kirchspiel. Es gehörte zum Kirchenkreis Bublitz in der Kirche der Altpreußischen Union. Letzter deutscher Geistlicher war Pfarrer Peter Bultmann.
Nach 1945 wurde Kępiny Teil der Parochie Żydowo im Dekanat Polanów im Bistum Köslin-Kolberg der Katholischen Kirche in Polen. Evangelische Kirchenglieder gehören zum Pfarramt in Koszalin (Köslin) in der Diözese Pommern-Großpolen der Evangelisch-Augsburgischen Kirche in Polen, das die Filialkirche in Wołcza Wielka (Groß Volz) betreut.

## Schule
Die Kinder von Neumühlenkamp besuchten bis 1945 die Schule in Sydow.